# Philippe Venet
Pour les articles homonymes, voir Venet.
Philippe Venet, né le 22 mai 1929 à Oullins et mort le 22 février 2021 à Neuilly-sur-Seine, est un grand couturier français. Il est également connu comme le compagnon d'Hubert de Givenchy.

## Ses débuts (1944-1962)
Après une formation à l'École professionnelle de Lyon, il entre en apprentissage à 14 ans chez un couturier local, Pierre Court, autorisé à reproduire les créations de Balenciaga. Il gardera du maître un sens de la coupe et de la technique qui inspirera ses créations ultérieures.
En 1947, il s'installe à Paris où il intègre la maison Schiaparelli en tant que coupeur. C'est là qu'il rencontre Hubert de Givenchy, qu'il suit lorsque celui-ci crée sa propre marque au début des années 1950.
Selon James Taffin de Givenchy, neveu de Givenchy, « En tant que compagnon de toujours de Monsieur Hubert de Givenchy, il a contribué à faire de la maison une force internationale dans le domaine de la mode, et ses nombreuses contributions restent une partie essentielle de notre ADN. »
Philippe Venet occupe le poste de chef tailleur chez Givenchy durant 9 ans. En 1962, il prend son indépendance et fonde sa propre maison de couture au 62, Rue François-Ier, il devient membre de la Chambre Syndicale de la haute couture un an plus tard.

## Développement de la maison (1962-1993)
Très attaché à la définition historique de la haute couture, il travaille avec une équipe réduite et présente ses modèles dans les salons d’un appartement rue François 1er comme il était de coutume durant la première moitié du XXe siècle. Il fait partie des rares créateurs vivants exclusivement des revenus générés par la haute couture, malgré une ligne de prêt-à-porter qui rencontre du succès notamment au Japon et une gamme de parfum lancée en 1965. La licence de parfum produira 8 fragrances : Venet (1965), Mademoiselle (1968), Madame (1968), Monsieur (1971), Eau de couture (1997), Couture pour Elle (2000), Couture pour Lui (2000) et Peacock (circa 2000). Il est intéressant de remarquer que le nez derrière le parfum Mademoiselle est Michel Hi qui a notamment créé le parfum Rive Gauche d’Yves Saint-Laurent en 1970, Ivoire de Balmain en 1980 ainsi que d’autres fragrances pour Nina Ricci, Pierre Cardin et Emilio Pucci. Sa clientèle se compose de moins de 1000 clientes dans le monde dont environ 230 américaines, pour qui il sera aux petits soins. Il est le seul couturier à se rendre au moins une fois par mois à New York pour assurer en personne les essayages de sa clientèle outre-Atlantique.
À la fin des années 70, le couturier rencontre des difficultés financières, malgré un chiffre d'affaires de 30 millions de francs et un effectif de 48 salariés, la maison a de plus en plus de mal à maintenir son activité à flot. En effet, le nombre de clientes de la haute couture se réduit d'année en année, et à cette époque la maison ne proposait que de la haute couture et des parfums. Les frères Willot ont proposé à Venet de s'associer, mais les deux parties n'ont pas su s'accorder, car Venet se « ... refuse à composer et à sacrifier aux nécessités mercantiles... ».
En 1985, c'est l'apogée de son œuvre : il reçoit le Dé d'or de la haute couture pour sa collection Printemps été. Cette distinction lui est remise par le maire de Paris de l'époque, Jacques Chirac à l'Hôtel de Ville de Paris où il a fait défiler ses modèles pour l'occasion. Il aurait suffi de 5 minutes de délibération au jury pour nommer cette collection comme la meilleure de la saison.
Dans les années 1990, il se lance dans la mode masculine mais ce fut de courte durée, car en mars 1993, il décide de licencier son personnel à la suite du non-renouvellement en 1992 de son principal contrat de licence avec la société japonaise Five Foxes. Ce qui lui aurait fait perdre environ 1 million de francs soit 15 % de son chiffre d’affaires. Le couturier aurait alors lancé des pourparlers avec de nouveaux investisseurs pour relancer l’activité de son entreprise, mais il semblerait que cela n’ait pas abouti, et conduit à la fermeture de l’entreprise en 1994.
Il a toujours souhaité garder son indépendance vis-à-vis des investisseurs car jugeant que cela aurait pu avoir un impact sur sa ligne de conduite ainsi que sur la dimension "humaine" de la maison. Aujourd’hui, seule la licence de parfum subsiste de la maison.

## Vie privée
Philippe Venet reste en couple avec Hubert de Givenchy jusqu'à la mort de ce dernier en 2018.
Il meurt à l'Hôpital américain de Paris le 22 février 2021 à l'âge de 91 ans. Zoé de Givenchy, dont il était le parrain, lui rend un hommage sur Instagram avec une photo du couple et la mention : « Réunis de l'autre côté. Meilleurs amis pour toute la vie et au-delà. Dans la vie et dans la mort, vous nous avez tous deux livré une leçon d'amour, de compassion, et de grâce. »